# Großbartloff
Großbartloff est une commune allemande de l'arrondissement d'Eichsfeld dans le land de Thuringe.

## Géographie

Situation de Großbartloff dans l'arrondissement

Großbartloff est située dans le sud de l'arrondissement, dans le Haut-Eichsfeld (Obereichsfeld) au cœur des collines du Westerwald, dans le Parc naturel de Eichsfeld-Hainich-Werratal. La commune, sise en bordure de l'arrondissement d'Unstrut-Hainich, fait partie de la Communauté d'administration Westerwald-Obereichsfeld et se trouve à 24 km au sud de Heilbad Heiligenstadt, le chef-lieu de l'arrondissement.
Communes limitrophes (en commençant par le nord et dans le sens des aiguilles d'une montre) : Schimberg, Wachstedt, Effelder, Lengenfeld unterm Stein et Geismar.

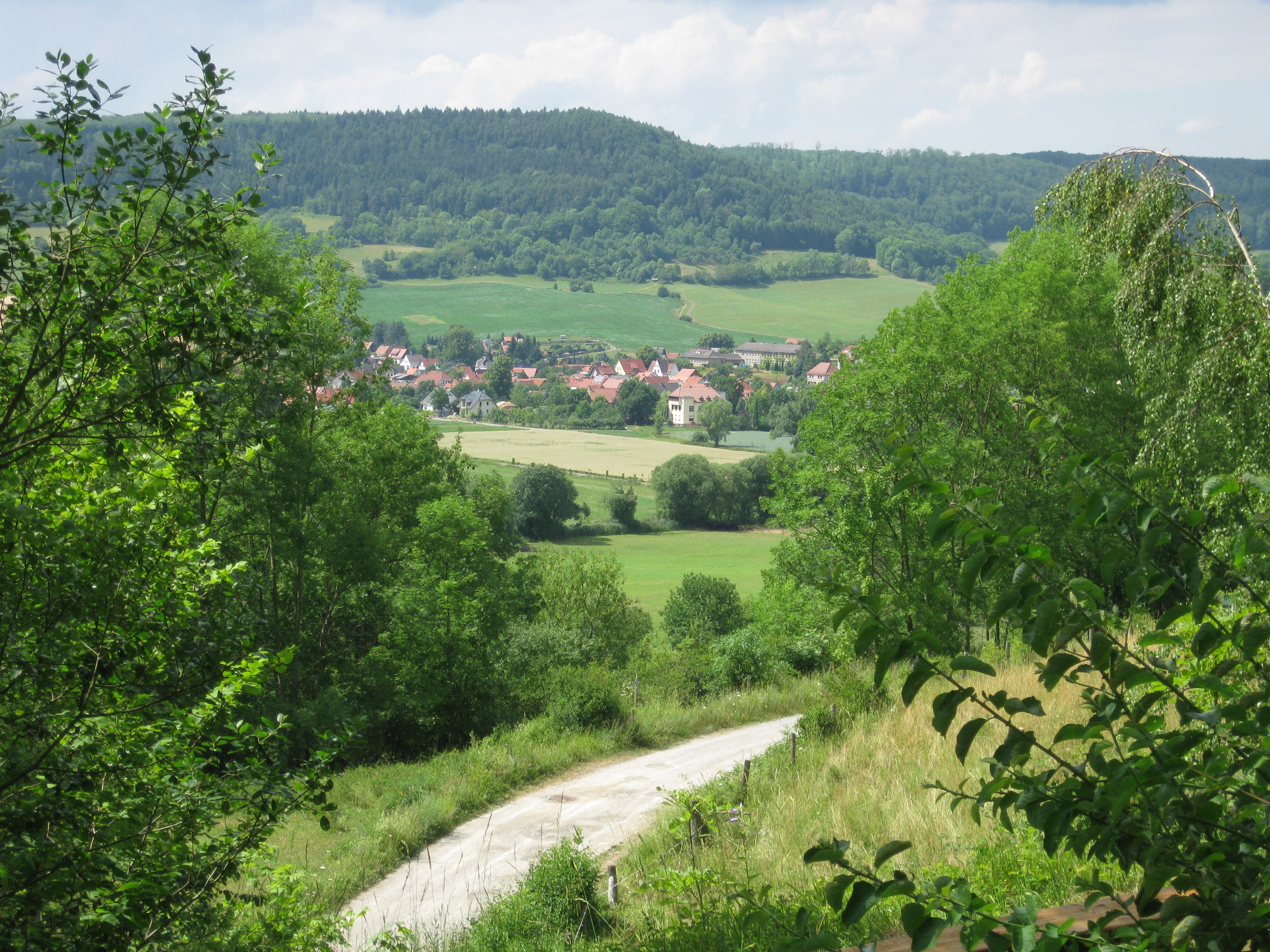
Vue de Großbartloff depuis le Westerwald

## Histoire
La première mention écrite du village de Großbartloff date de 1306. Le village fut pratiquement détruit par un grand incendie en 1640.
Großbartloff a appartenu à l'Électorat de Mayence jusqu'en 1802 et à son incorporation éphémère au royaume de Westphalie puis à la province de Saxe dans le royaume de Prusse (cercle, puis arrondissement de Heiligenstadt).
La commune fut incluse dans la zone d'occupation soviétique après la Seconde Guerre mondiale avant de rejoindre le district d'Erfurt en RDA jusqu'en 1990.

## Démographie
| 1910  | 1933  | 1939  | 1995  | 2000  | 2005  | 2010 |
| ----- | ----- | ----- | ----- | ----- | ----- | ---- |
| 1 035 | 1 328 | 1 344 | 1 033 | 1 025 | 1 005 | 943  |